# Acalyphoideae
Acalyphoideae, biljna potporodica, dio je porodice mlječikovki.. Navodi se 21 tribus sa preko 1560 vrsta

## Podtribusi, tribusi i rodovi
- Acalyphoideae Beilschm.
  - Acalypheae Dumort.
    - Acalypha L.
    - Adriana Gaudich.
    - Avellanita Phil.
    - Claoxylon A.Juss.
    - Claoxylopsis Leandri
    - Cleidion Blume
    - Clonostylis S.Moore
    - Discoclaoxylon (Müll.Arg.) Pax & K.Hoffm.
    - Dysopsis Baill.
    - Erythrococca Benth.
    - Homonoia Lour.
    - Lasiococca Hook.f.
    - Leidesia Müll.Arg.
    - Lobanilia Radcl.-Sm.
    - Macaranga Thouars
    - Mallotus Lour.
    - Mareya Baill.
    - Mareyopsis Pax & K.Hoffm.
    - Mercurialis L.
    - Micrococca Benth.
    - Ricinus L.
    - Rockinghamia Airy Shaw
    - Sampantaea Airy Shaw
    - Seidelia Baill.
    - Spathiostemon Blume
    - Wetria Baill.

  - Adelieae G.L. Webster
    - Adelia L.
    - Crotonogynopsis Pax
    - Enriquebeltrania Rzed.
    - Lasiocroton Griseb.
    - Leucocroton Griseb.

  - Agrostistachydeae (Müll.Arg.) G.L. Webster
    - Agrostistachys Dalzell
    - Chondrostylis Boerl.
    - Cyttaranthus J.Léonard
    - Pseudagrostistachys Pax & K.Hoffm.

  - Alchorneae Hutch.
    - Alchorneinae Hurus.
      - Alchornea Sw.
      - Aparisthmium Endl.
      - Bocquillonia Baill.
      - Bossera Leandri
      - Orfilea Baill.

    - Conceveibinae
      - Conceveiba Aubl.

  - Ampereae Müll.-Arg.
    - Amperea A.Juss.
    - Monotaxis Brongn.

  - Bernardieae G.L. Webster
    - Adenophaedra (Müll.Arg.) Müll.Arg.
    - Amyrea Leandri
    - Bernardia Houst. ex Mill.
    - Discocleidion Pax & K.Hoffm.
    - Necepsia Prain
    - Paranecepsia Radcl.-Sm.

  - Caryodendreae G.L. Webster
    - Alchorneopsis Müll.Arg.
    - Caryodendron H.Karst.
    - Discoglypremna Prain

  - Chrozophoreae (Müll.Arg.) Pax & K.Hoffm.
    - Chrozophorinae
      - Chrozophora Neck. ex A.Juss.

    - Ditaxinae Griseb.
      - Argythamnia P.Browne
      - Caperonia A.St.-Hil.
      - Chiropetalum A.Juss.
      - Ditaxis Vahl ex A.Juss.
      - Philyra Klotzsch

    - Doryxylinae G.L. Webster
      - Doryxylon Zoll.
      - Melanolepis Rchb.f. & Zoll.
      - Sumbaviopsis J.J.Sm.
      - Thyrsanthera Pierre ex Gagnep.

    - Speranskiinae
      - Speranskia Baill.

  - Epiprineae (Müll.Arg.) Hurus.
    - Adenochlaena Boivin ex Baill.
    - Cephalocroton Hochst.
    - Cephalocrotonopsis Pax
    - Cephalomappa Baill.
    - Cladogynos Zipp. ex Span.
    - Cleidiocarpon Airy Shaw
    - Epiprinus Griff.
    - Koilodepas Hassk.

  - Erismantheae G.L. Webster
    - Erismanthus Wall. ex Müll.Arg.
    - Moultonianthus Merr.
    - Syndyophyllum K.Schum. & Lauterb.

  - Plukenetieae Hutch.
    - Acidoton Sw.
    - Angostylis Benth.
    - Astrococcus Benth.
    - Cnesmone Blume
    - Dalechampia Plum. ex L.
    - Haematostemon Pax & K.Hoffm.
    - Megistostigma Hook.f.
    - Pachystylidium Pax & K.Hoffm.
    - Platygyna P.Mercier
    - Plukenetia L.
    - Romanoa Trevis.
    - Sphaerostylis Baill.
    - Tragia Plum. ex L.
    - Tragiella Pax & K.Hoffm.

  - Pycnocomeae Hutch.
    - Blumeodendrinae
      - Blumeodendron (Müll.Arg.) Kurz
      - Botryophora Hook.f.
      - Podadenia Thwaites
      - Ptychopyxis Miq.

    - Pycnocominae G.L. Webster
      - Argomuellera Pax

    - Droceloncia J.Léonard
      - Pycnocoma Benth.

  - Sphyranthereae Radcl.-Sm.
    - Sphyranthera Hook.f.